# 테트리스
테트리스(러시아어: Те́трис, 영어: Tetris)는 퍼즐 게임으로, 소련의 프로그래머 알렉세이 파지트노프가 처음 디자인하고 프로그래밍한 게임이다. 이 게임은 1985년에 처음 만들어졌다. 알렉세이 파지노프는 모스크바에 위치한 소비에트 과학원(현 러시아 과학원)의 Dorodnicyn 컴퓨터 센터에 근무하고 있었다. 그는 이 게임의 이름을 그리스 숫자 접두어인 Tetra와 파지트노프가 좋아하던 테니스를 합쳐서 만들었다.
테트리스(혹은 테트리스의 변종)는 거의 대부분의 비디오 게임기와 컴퓨터 운영 체제에서 가동되며, 그래핑 계산기, 휴대 전화, PMP, PDA, 네트워크 음악 재생기와 심지어 오실로스코프 같은 기기의 이스터 에그에서도 발견된다. 또한 테트리스는 여러 빌딩의 겉면에서도 실행된 적이 있다.
테트리스는 1980년대 가정용 컴퓨터 시장에서 선을 보였으며, 게임보이의 휴대용 테트리스는 이 게임을 유명게임의 반열에 올려놓게 된다. Electronic Gaming Monthly란 잡지의 "이제까지 나온 최고의 게임" 100개에서 테트리스는 1위를 차지하였으며, 2007년 IGN의 이때까지 나온 100가지 비디오 게임에서 테트리스는 2위를 차지하였다. 또, 테트리스의 사본은 7억 장 이상 팔린 것으로 집계되었다. 2010년 1월, 테트리스는 2005년부터 시작한 휴대폰 테트리스 다운횟수가 10억회가 넘었다고 발표되었다.

## 게임하기

TTC 표준 색의 7개 단면 '테트로미노'. 윗줄, 좌우: I, J, L, O. 아랫줄: S, T, Z.

네 개의 사각형으로 이루어진 '테트로미노'는 무작위로 나타나 바닥과 블록 위에 떨어진다. 이 오락의 목표는 이 '테트로미노'를 움직이고 90도씩 회전하여, 수평선을 빈틈 없이 채우는 것이다. 이러한 수평선이 만들어질 때 이 선은 없어지며 그 위의 블록이 아래로 떨어지는데 테트리스 게임이 진행될수록 '테트로미노'는 더 빨리 떨어지며 게임을 즐기는 사람이 블록을 꼭대기까지 가득 메워, '테트로미노'가 더 들어갈 공간이 없게 되면 게임이 끝나게 된다.
테트리스 게임의 매뉴얼은 테트리스에서 I, J, L, O, S, T, Z와 같이 7개의 단면 '테트로미노'를 일컫는다. 비슷한 글자 모양을 가지고 있기 때문에 이렇게 일컫지만, 게임을 즐기는 사람들은 이러한 조각을 다르게 부르기도 한다.예를 들면 이렇게 불리기도 한다.

### 테트로미노의 색
| 테트리미노 | Vadim Gerasimov의 오리지널 테트리스 | 마이크로소프트 테트리스 | 세가/아리카 (TGM 시리즈) | 더 뉴 테트리스 | TTC 세계 표준 | 아타리/ 아케이드 | TETЯIS 더 소비에트 마인드 게임 | 한게임 테트리스 |
| ---------- | ----------------------------------- | ----------------------- | ------------------------ | -------------- | ------------- | ---------------- | ------------------------------ | --------------- |
| I          | 빨강                                | 빨강                    | 빨강                     | 하늘색         | 하늘색        | 빨강             | 빨강                           | 하늘색          |
| J          | 노란색                              | 자홍색                  | 파랑                     | 보라색         | 파랑          | 노란색           | 귤색                           | 파랑            |
| L          | 자홍색                              | 노란색                  | 귤색                     | 자홍색         | 귤색          | 자홍색           | 자홍색                         | 귤색            |
| O          | 파랑                                | 하늘색                  | 노란색                   | 옅은 회색      | 노란색        | 파랑             | 파랑                           | 노란색          |
| S          | 연두색                              | 파랑                    | 자홍색                   | 연두색         | 연두색        | 하늘색           | 연두색                         | 연두색          |
| T          | 갈색                                | 회색                    | 하늘색                   | 노란색         | 자주색        | 연두색           | 올리브색                       | 자주색          |
| Z          | 하늘색                              | 연두색                  | 연두색                   | 빨강           | 빨강          | 귤색             | 하늘색                         | 빨강            |

I 조각은 빨간색이 많이 쓰였지만, 정작 TTC 표준에서는 하늘색(빨간색은 Z 조각)을 쓰고 있다. TTC 세계 표준에서 적용되는 '테트로미노'의 색은 I, S, Z 조각의 경우에는 TNT 시리즈와 동일하고, J, L, O 조각의 경우에는 TGM 시리즈와 동일하다.

### 점수
대다수의 테트리스의 점수 방식은 더 어려운 줄을 없앨수록 점수를 더 높이는 것이다. 예를 들어, 테트리스에서 하나의 줄을 없앨시엔 100점을 주지만, 백투백 테트리스(테트리스를 연속 2번 할 경우)에는 1200점을 받을 수 있다.
거의 모든 테트리스 게임에서는 플레이어가 버튼을 눌러 현재 떨어지는 테트로미노의 속도를 증가시킬수 있으며, 이와 반대로 다 떨어질 때까지 기다리는 방법도 있다. 이를 두고 전자를 Hard Drop, 후자를 Soft Drop이라고 부른다(어떤 게임의 경우 Hard Drop 혹은 Soft Drop만 존재하는 게임도 있으며, 버튼이 다른 게임도 있다.). 많은 종류의 테트리스는 '테트로미노'를 떨어뜨리는 높이에 따라서 높은 점수를 주기도 한다.

## 역사
테트리스의 역사는 많은 법적 분쟁으로 점철되어 있다. 1985년 6월 알렉세이 파지노프는 그가 근무하던 소련 과학기술원에서 일렉트로니카 60으로 가동되는 테트리스를 처음 개발해 내었으며, Dmitry Pavlovsky와 Vadin Gerasimov는 이걸 IBM PC로 이식하였다. Gerasimov는 파지노프가 지은 테트리스란 이름이 테트라미노와 테트리스라고 발표하였다. 여기서 시작된 테트리스는 대중으로 퍼져나갔고, 모스크바 전역에 퍼지게 되었다. 이때의 테트리스는 Gerasimov의 홈페이지에서 볼 수 있다.
최초의 IBM PC 버전은 1986년에 개발되었는데, 헝가리 부다페스트에서 테트리스가 여러 가지 플랫폼으로 퍼져나가면서 안드로메다란 영국 소프트웨어 회사에게 발견되었다. 그들은 파지노프와 PC버전에 대한 권리를 협의하기 전에 스펙트럼 홀로바이트란 회사에 권리를 팔았으며, 파지노프로부터 권리를 사는데 실패한 안드로메다는 헝가리 프로그래머로부터 사용권을 구입하게 된다.
그동안, 스펙트럼 홀로바이트가 만든 IBM PC버전의 테트리스는 1986년 미국에 유통되었다. 테트리스의 인기는 폭발적이었으며, 많은 사람들이 테트리스에 푹 빠져들게 되었으며, 컴퓨터 게이밍 월드(Computer Gaming World)라는 게임잡지는 테트리스를 가리켜 "믿지 못할 만큼 간단하고 방심할 수 없을 정도로 중독적이다"란 기사를 내었다.
테트리스의 저작권문제가 불분명하였지만, 1987년 안드로메다측에선 IBM PC 판과 다른 여러 홈 컴퓨터 시장에서의 테트리스의 저작권을 구입하게 되었다. 아미가와 아타리 ST 두가지 판의 테트리스가 스펙트럼 홀로바이트와 미러 소프트에서 출시되었다. 스펙트럼 홀로바이트의 테마가 러시아풍이었는 데 비하여, 미러 소프트에서 개발한 테트리스의 테마는 존재하지 않았다. 테트리스는 게임이 간단함에 따라 값이 싸게 팔렸다. 스펙트럼이 애플 II판으로 출시한 세 디스켓에는 세가지 다른 판의 테트리스가 들어있었는데, 애플 II+용과 애플 IIe, 그리고 애플 DOS 3.3과 프로도스판이 그것으로, 5.25인치 디스켓에 들어갔다. 그리고 나머지 한장은 애플 IIgs용으로 3.5인치 디스켓에 들어갔으며, 아무런 복제 방지장치도 없었다: 포함된 문서에서는 구매한 사용자들이 테트리스를 다른 디스크에 복사하거나 기타 방법을 이용하여 자신의 명예를 더럽히지 말라고 충고하고 있다.
1988년, 소련 정부는 Eletronorgtechnica 혹은 Elorg를 통해서 테트리스의 권리를 주장하고 나섰으며, 파지노프는 10년동안 일한 컴퓨터 센터를 통하여 소련 정부에 자신의 테트리스 권리를 제공하였다. 그러나 Elorg측에선 여전히 안드로메다 측으로부터 저작권료를 받지 못했으며, 그리고 심지어 안드로메다측도 서브 라이선스 권리와 라이선스를 가지지 못하였다.
2024년 1월 3일 미국에서 13세 소년이 끝판까지 클리어했다.

### 닌텐도
1989년, 6개의 다른 회사들이 게임기와 컴퓨터, 그리고 휴대용 게임기에서의 테트리스 권리를 주장하고 나섰다. 그동안 Elorg에서는 아케이드 게임에 대한 권리를 아타리에 팔게 되고, 닌텐도에는 일본외에서의 게임기 권리와 휴대용 게임기 권리를 승인하였다. 테트리스는 1988년 1월 라스베가스의 CES(Consumer Eletronics Show)에 등장하였으며, Henk Rogers라는 네덜란드 게임 판매사에서 일본에서 개발한 테트리스를 팔겠다고 하였으나, 닌텐도에 의해서 계약은 취소되고, 닌텐도는 테트리스를 모든 게임 보이에 번들로 뿌려버리게 된다.
텐진(Tengen, 아타리의 게임기 소프트웨어 부분)에서는 부주의하게, 게임기용 테트리스 권리를 닌텐도가 가지고 있음에도 불구하고 자신들이 개발한 오락실용 테트리스를 기반으로 한 TETЯIS: The Soviet Mind Game를 출시하였다. 닌텐도 측에서는 아타리가 테트리스 권리를 훔쳤다고 주장하였으나, 아타리측에선 소송을 벌이게 된다. 그 후 한달이 지나, 닌텐도가 승소하게 되어, 텐진의 TETЯIS는 회수되었지만, 몇장의 카피가 팔렸는지는 아직도 밝혀지지 않고 있다.
닌텐도는 테트리스를 패미컴과 게임보이(패미컴과 게임보이 버전은 일본내 저작권을 가지고 있던 Bullet-Proof Software 측에서 개발하였다.)두가지 판으로 출시하였으며, 약 300만 장을 팔아치웠다; 몇몇 플레이어들은 텐진사의 테트리스와 비교해볼때 닌텐도의 테트리스가 좀 부족하다고 생각하였으나, 게임보이판에서는 확실하게 성공하여 3천 3백만장을 팔아치웠다. 닌텐도와 텐진의 테트리스 판에 대한 고소는 1993년까지 이어졌다.
세가도 메가 드라이브판으로 테트리스를 내놓았으나, 법적인 문제를 어찌할 수 없어서 급히 포기하였다.

### 테트리스 컴퍼니
1996년 테트리스의 저작권은 파지노프에게로 돌아왔으나, 그는 테트리스로 인해서 돈을 그다지 벌지 못하였다. 1996년 테트리스 컴퍼니(The Tetris Company)가 만들어지게 되었으며, 테트리스 컴퍼니는 미국내 저작권을 쥐게 되었으며 테트리스를 전 세계 국가들에 등록상표로 규정시켜 놓았다. 테트리스 컴퍼니는 여러 회사들에게 라이센싱 하였으며, 국제무역에 대한 미국 법정과 미국 세관에서는 동시에 테트리스 비슷한 게임들이 미국내에 수입되는것에 대한 금지 조치를 내리고 이를 미리 배제하기에 이르렀으나, 미국 저작권 사무소에서는 테트리스의 게임 규칙은 저작권에 포함되지 않는다고 주장하였다.
1997년 후반기부터 2006년 중반기까지, TTC의 법적 대리인들은 직접 만든 테트로미노 게임에 테트리스를 잘못 붙인 웹사이트를 찾아다니면서 중지권고 편지를 날렸다.

### 뿌요뿌요 테트리스
후에 세가의 뿌요와 테트리스를 합쳐 콜라보 작품인 뿌요뿌요 테트리스를 만들고 후속작인 뿌요뿌요 테트리스 2도 냈다.

### 대한민국의 테트리스
대한민국에서는 여러 장르에서 TTC(The Tetris Company)의 지원을 받는 테트리스 소프트웨어를 출시하고 있는데, PC용 테트리스로는 한게임의 테트리스가 TTC의 지원을 받는 유일한 합법 소프트웨어이다. 그 외 닌텐도에서 닌텐도 DS용으로, 컴투스에서 휴대 전화용으로 TTC의 지원을 받아 출시되고 있다. 2009년 9월 24일부터는 포털 사이트 다음에서도 한게임 테트리스 서비스를 개시하였다.
한게임 테트리스는 판권료를 지불하고 2006년까지 테트리스를 서비스했으나 수익성이 떨어진다는 이유로 한때 접었다가, 이후 저작권 문제가 해결되면서 다시 서비스를 시작했다.
1990년대부터 테트리스 컴퍼니와 계약 없이 서비스하는 테트리스가 많았지만, 2003년에 판권 문제가 불거지면서 판권료 경쟁도 치열해져 대부분의 게임회사들은 서비스를 포기했다.

## 테트리스가 뇌에 미치는 영향
Richard Haier 박사의 연구에 의하면, 테트리스를 오래 하면 할수록, 테트리스를 할 때마다 뇌가 더 많이 활성화되는 것이 확인되었다. 처음 테트리스를 하게 되면 뇌 기능은 급격히 증가하게 되고, 뇌에서는 에너지를 엄청나게 소모하는 것을 글루코스 대사로 볼 수 있다. 테트리스 플레이어가 좀 더 능숙해지면, 뇌는 글루코스 소모를 줄이게 되는데, 이는 테트리스에 대한 뇌 활동이 효율화 되었다는 것을 의미한다. 심지어 테트리스를 하루에 반시간, 3달 동안 규칙적으로 하게 되면, 비판력있는 생각, 추리, 언어와 순서 등의 일반적인 인지 활동의 증가와 함께 대뇌 피질의 두께가 증가하는 것이 확인되었다.
2009년 1월에, Emily Holmes 박사가 주축이된 연구 그룹은 건강한 실험자들을 대상으로 연구를 하여 PLoS ONE에 테트리스가 정신적 쇼크가 떠오르는 플래시백을 감소 시켰다고 발표하였다. 그들은 컴퓨터 게임의 현란함과 소리가 기억을 혼란하게 하여 정신적 쇼크가 유지되면서, 무의식적으로 다시 처리되어 플래시 백이 줄어든다고 생각하였다. 이 그룹은 이 연구를 기반으로 하여 외상후 스트레스 장애에 잠재적인 간섭을 하여 플래시백을 없애는 것을 희망하지만, 이건 준비 단계일 뿐이라고 강조하고 있다.
테트리스는 또한 반복성 스트레스 증상을 일으킬 수 있는데, 이것은 뇌가 테트리스를 하지 않는데도 테트로미노 조합이 생각나는 것으로, 이런 증상은 다른 컴퓨터 게임이나 직소 퍼즐 같은 반복된 이미지나 각본을 보여주는 것에서도 나타날 수 있다.

## 평가
| 평론 점수     | 평론 점수                                                     |
| 평론사        | 점수                                                          |
| ------------- | ------------------------------------------------------------- |
| 올게임        | Arcade: · C64: · Macintosh: · NES (Tengen): · NES (Nintendo): |
| 크래시        | 77%                                                           |
| CVG           | 94%                                                           |
| 싱클레어 유저 | [ 40 ]                                                        |
| 유어 싱클레어 | 9/10                                                          |
| Zzap!64       | 98%                                                           |
| ACE           | 95%                                                           |

| 수상          | 수상       |
| 평론사        | 수상       |
| ------------- | ---------- |
| Zzap!64       | Gold Medal |
| Sinclair User | SU Classic |

## 같이 보기
- 코로베이니키